# تیم ملی فوتبال ساحلی لبنان
تیم ملی فوتبال ساحلی لبنان (عربی : منتخب لبنان لکرة القدم الشاطئیة) نماینده لبنان در مسابقات بین‌المللی فوتبال ساحلی است و توسط اتحادیه فوتبال لبنان، نهاد حاکم بر فوتبال در لبنان، کنترل می‌شود .